# Вендиш, Дитер
Дитер Вендиш (нем. Dieter Wendisch; род. 9 мая 1953, Gauernitz, Саксония) — немецкий гребец, выступавший за сборную ГДР по академической гребле во второй половине 1970-х годов. Двукратный олимпийский чемпион, трижды чемпион мира, победитель многих регат национального и международного значения.

## Биография
Дитер Вендиш родился 9 мая 1953 года в коммуне Клипхаузен, ГДР. Проходил подготовку в Дрездене в местном спортивном клубе «Айнхайт Дрезден» под руководством тренера Ханса Экштайна.
Первого серьёзного успеха на взрослом международном уровне добился в сезоне 1975 года, когда вошёл в основной состав восточногерманской национальной сборной и побывал на чемпионате мира в Ноттингеме, откуда привёз награду золотого достоинства, выигранную в распашных рулевых восьмёрках.
Благодаря череде удачных выступлений удостоился права защищать честь страны на летних Олимпийских играх 1976 года в Монреале — в составе экипажа, куда также вошли гребцы Бернд Баумгарт, Готтфрид Дён, Вернер Клатт, Ханс-Йоахим Люк, Роланд Костульски, Ульрих Карнац, Карл-Хайнц Прудёль и рулевой Карл-Хайнц Даниловски, занял первое место в программе восьмёрок и тем самым завоевал золотую олимпийскую медаль.
После монреальской Олимпиады Вендиш остался в составе гребной команды ГДР и продолжил принимать участие в крупнейших международных регатах. Так, в 1977 году он выступил на чемпионате мира в Амстердаме, где выиграл золото в рулевых четвёрках.
В 1978 году в рулевых четвёрках одержал победу на мировом первенстве в Карапиро, став таким образом трёхкратным чемпионом мира по академической гребле.
Находясь в числе лидеров восточногерманской сборной, благополучно прошёл отбор на Олимпийские игры 1980 года в Москве — совместно с партнёрами Вальтером Диснером, Улльрихом Диснером, Готтфридом Дёном и рулевым Андреасом Грегором победил в зачёте распашных рулевых четвёрок, добавив в послужной список ещё одну золотую олимпийскую медаль.
За выдающиеся спортивные достижения награждался орденом «За заслуги перед Отечеством» в серебре (1976) и золоте (1980).
Завершив спортивную карьеру, работал инженером-механиком на комбинате Zentronik в Дрездене. Позже стал техническим директором санно-бобслейной трассы в Альтенберге.